# Walentin Prokopow
Walentin Iwanowicz Prokopow (ros. Валентин Иванович Прокопов; ur. 10 czerwca 1929 w Moskwie, zm. 5 listopada 2016) – radziecki piłkarz wodny, medalista olimpijski.
Brał udział w dwóch igrzyskach olimpijskich (IO 52, IO 56). W 1952 roku zajął wraz z drużyną siódme miejsce (zdobył przynajmniej dwie bramki), cztery lata później był na trzecim miejscu (bez gola). Brązowy medalista mistrzostw Europy 1958.
Zawodnik ten jest jednak najbardziej znany z meczu półfinałowego z Węgrami, rozgrywanego na igrzyskach w Melbourne. Mecz miał podłoże polityczne (kilka tygodni wcześniej wojska sowieckie wkroczyły na Węgry w związku z protestami węgierskich studentów w Budapeszcie) i od początku dochodziło w nim do ostrych starć. Węgrzy prowadzili wyraźnie 4:0, z czego dwie bramki strzelił Ervin Zádor. Kilka minut przed końcem spotkania, jeden z węgierskich zawodników poprosił Zádora, aby ten sprowokował radzieckiego waterpolistę. Graczem tym okazał się Prokopow, który po wymianie zdań z Węgrem zadał mu cios w twarz, rozcinając jego łuk brwiowy. Woda zabarwiła kolor na czerwono, co spowodowało gwałtowną reakcję publiczności i węgierskich działaczy, którzy sami chcieli wymierzyć sprawiedliwość radzieckim zawodnikom.